# Mount Cromie
Mount Cromie ist ein 2950 m hoher und verschneiter Berg in der antarktischen Ross Dependency. Er ragt 2,5 km südöstlich des Mount Boyd in den Bush Mountains auf.
Wissenschaftler der United States Antarctic Service Expedition (1939–1941) entdeckten und kartierten ihn. Der US-amerikanische Geophysiker Albert P. Crary (1911–1987) nahm als Leiter der Mannschaft zur Durchquerung des Ross-Schelfeises zwischen 1957 und 1958 Vermessungen des Bergs vor. Er benannte ihn nach William J. Cromie (1930–2015), einem Assistenzglaziologen der Mannschaft.